# Trishal
Trishal är ett underdistrikt i Bangladesh. Det ligger i den centrala delen av landet, 90 km norr om huvudstaden Dhaka.
Trakten runt Trishal består till största delen av jordbruksmark. Runt Trishal är det mycket tätbefolkat, med 1 463 invånare per kvadratkilometer.